# Reginald Frederick Lawrence
Reginald Frederick Lawrence (abreviado Lawrence) fue un aracnólogo sudafricano (1897, George - 1987, Pietermaritzburg).
Fue un especialista de las arañas de la Ecozona afrotropical.

## Taxones descritos
- Afrozomus machadoi (Lawrence, 1958)
- Anyphops alticola (Lawrence, 1940)
- Anyphops amatolae (Lawrence, 1940)
- Anyphops barbertonensis (Lawrence, 1940)
- Anyphops barnardi (Lawrence, 1940)
- Anyphops bechuanicus (Lawrence, 1940)
- Anyphops braunsi (Lawrence, 1940)
- Anyphops caledonicus (Lawrence, 1940)
- Anyphops capensis (Lawrence, 1940)
- Anyphops civicus (Lawrence, 1940)
- Anyphops decoratus (Lawrence, 1940)
- Anyphops dubiosus (Lawrence, 1952)
- Anyphops fitzsimonsi (Lawrence, 1940)
- Anyphops gilli (Lawrence, 1940)
- Anyphops helenae (Lawrence, 1940)
- Anyphops hessei (Lawrence, 1940)
- Anyphops hewitti (Lawrence, 1940)
- Anyphops immaculatus (Lawrence, 1940)
- Anyphops karrooicus (Lawrence, 1940)
- Anyphops lesserti (Lawrence, 1940)
- Anyphops lignicola (Lawrence, 1937)
- Anyphops lycosiformis (Lawrence, 1937)
- Anyphops maculosus (Lawrence, 1940)
- Anyphops minor (Lawrence, 1940)
- Anyphops montanus (Lawrence, 1940)
- Anyphops namaquensis (Lawrence, 1940)
- Anyphops natalensis (Lawrence, 1940)
- Anyphops phallus (Lawrence, 1952)
- Anyphops pococki (Lawrence, 1940)
- Anyphops purcelli (Lawrence, 1940)
- Anyphops regalis (Lawrence, 1940)
- Anyphops reservatus (Lawrence, 1937)
- Anyphops rubicundus (Lawrence, 1940)
- Anyphops septemspinatus (Lawrence, 1937)
- Anyphops sexspinatus (Lawrence, 1940)
- Anyphops smithersi (Lawrence, 1940)
- Anyphops stridulans (Lawrence, 1940)
- Anyphops thornei (Lawrence, 1940)
- Anyphops transvaalicus (Lawrence, 1940)
- Anyphops tuckeri (Lawrence, 1940)
- Anyphops tugelanus (Lawrence, 1942)
- Arandisa Lawrence, 1938
- Arandisa deserticola Lawrence, 1938
- Austrachelas Lawrence, 1938
- Austrachelas incertus Lawrence, 1938
- Austrachelas natalensis Lawrence, 1942
- Austrodomus Lawrence, 1947
- Austrodomus zuluensis Lawrence, 1947
- Carparachne Lawrence, 1962
- Carparachne alba Lawrence, 1962
- Carparachne aureoflava Lawrence, 1966
- Chorizopella Lawrence, 1947
- Chorizopella tragardhi Lawrence, 1947
- Ferrandia arabica Lawrence 1954
- Ferrandia robusta Lawrence 1954
- Haarlovina nielsi Lawrence, 1956
- Haarlovina nielsi Lawrence, 1956
- Ikuma Lawrence, 1938
- Ikuma spiculosa (Lawrence, 1927)
- Ikuma squamata Lawrence, 1938
- Karschia nubigena Lawrence, 1954
- Lessertina Lawrence, 1942
- Lessertina mutica Lawrence, 1942
- Leucorchestris Lawrence, 1962
- Leucorchestris alexandrina Lawrence, 1966
- Leucorchestris arenicola Lawrence, 1962
- Leucorchestris flavimarginata Lawrence, 1966
- Leucorchestris porti Lawrence, 1965
- Leucorchestris sabulosa Lawrence, 1966
- Leucorchestris setifrons Lawrence, 1966
- Leucorchestris steyni Lawrence, 1965
- Lisposoma Lawrence, 1928
- Lisposoma elegans Lawrence, 1928
- Megaraneus Lawrence, 1968
- Megaschizomus Lawrence, 1969
- Megaschizomus mossambicus (Lawrence, 1958)
- Megaschizomus zuluanus (Lawrence, 1947)
- Microrchestris Lawrence, 1962
- Microrchestris melanogaster Lawrence, 1962
- Microrchestris scutatus Lawrence, 1966
- Mumaella robusta (Lawrence, 1956)
- Namibesia Lawrence, 1962
- Namibesia pallida Lawrence, 1962
- Neopilionidae Lawrence, 1931
- Neopilio Lawrence, 1931
- Oparbella junquana Lawrence, 1966
- Opistophthalmus brevicauda Lawrence, 1928
- Opistophthalmus cavimanus Lawrence, 1928
- Opistophthalmus chrysites Lawrence, 1967
- Opistophthalmus haackei Lawrence, 1966
- Opistophthalmus holmi (Lawrence, 1969)
- Opistophthalmus litoralis Lawrence, 1955
- Opistophthalmus luciranus Lawrence, 1959
- Opistophthalmus setifrons Lawrence, 1961
- Orchestrella Lawrence, 1965
- Orchestrella caroli Lawrence, 1966
- Orchestrella longipes Lawrence, 1965
- Othoes hirsti Lawrence, 1954
- Palystella Lawrence, 1928
- Palystella browni Lawrence, 1962
- Palystella namaquensis Lawrence, 1938
- Palystella pallida Lawrence, 1938
- Palystella sexmaculata Lawrence, 1928
- Panaretella Lawrence, 1937
- Panaretella immaculata Lawrence, 1952
- Panaretella minor Lawrence, 1952
- Panaretella zuluana Lawrence, 1937
- Paradonea splendens (Lawrence, 1936)
- Paradonea striatipes Lawrence, 1968
- Paradonea Lawrence, 1968
- Paradonea splendens (Lawrence, 1936)
- Paradonea striatipes Lawrence, 1968
- Solpugema aethiops Lawrence, 1967
- Solpugema brachyceras (Lawrence, 1931)
- Solpugema broadleyi Lawrence, 1965
- Solpugema calycicornis (Lawrence, 1929)
- Solpugema cycloceras (Lawrence, 1931)
- Solpugema fissicornis Lawrence, 1968
- Solpugema genucornis (Lawrence, 1935)
- Solpugema hiatidens Lawrence, 1960
- Solpugema intermedia (Lawrence, 1929)
- Solpugema krugeri (Lawrence, 1964)
- Solpugema montana (Lawrence, 1929)
- Solpugema phylloceras (Lawrence, 1929)
- Solpugema stiloceras (Lawrence, 1929)
- Stiphropella Lawrence, 1952
- Stiphropella gracilis Lawrence, 1952
- Trichotoma Lawrence, 1968
- Trichotoma brunnea Lawrence, 1968

## Honores

### Taxones eponímicos
- Anyphops lawrencei (Roewer, 1951)
- Opistophthalmus lawrencei Newlands, 1969
- Azanialobus lawrencei Griswold & Platnick, 1987
- Purcellia lawrencei de Bivort & Giribet, 2010

## Abreviatura (zoología)
La abreviatura Lawrence  se emplea para indicar a Reginald Frederick Lawrence como autoridad en la descripción y taxonomía en zoología.